# Khempur
Khempur est un village du district d'Udaipur, au Rajasthan, en Inde. 
La localité est connue pour le Ravla Khempur (en), un hôtel équestre qui était à l'origine le palais d'un chef charan et qui a figuré comme hôtel dans le film Indian Palace (The Best Exotic Marigold Hotel, 2011). 
Le village est également le lieu de tournage du film Skater Girl (2021).